# Fuhlen

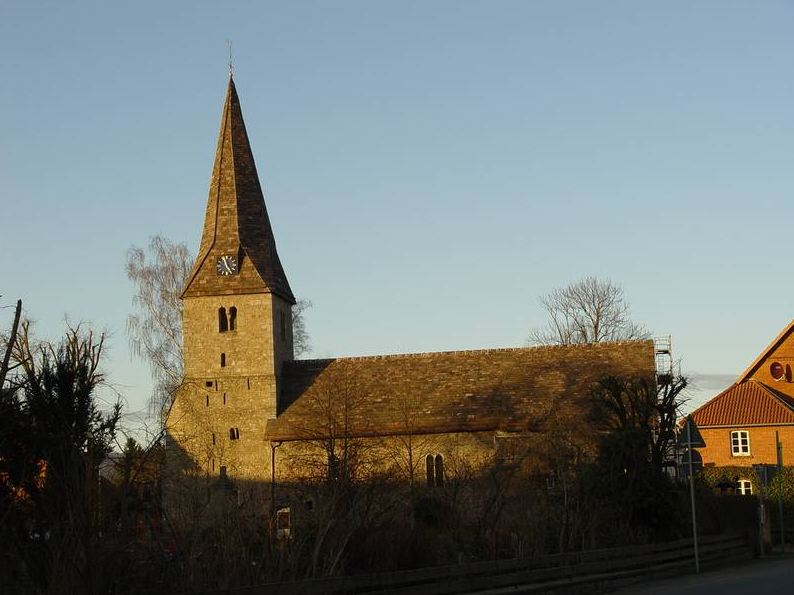
Johannes-der-Täufer-Kirche Fuhlen

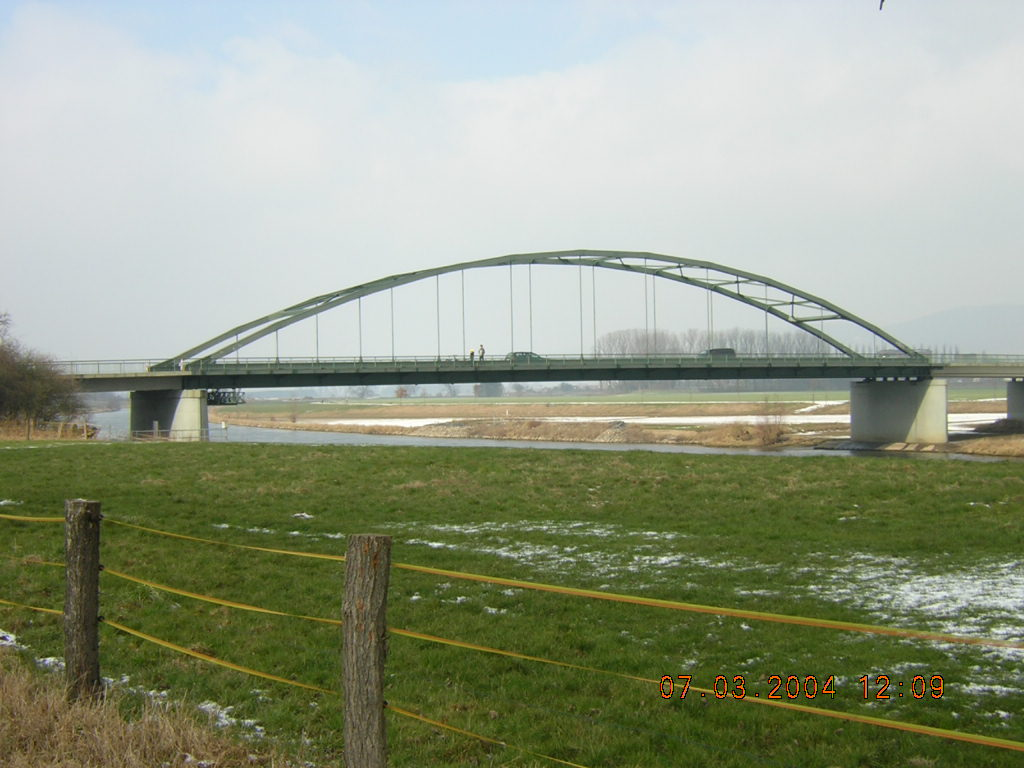
Fuhlener Weserbrücke

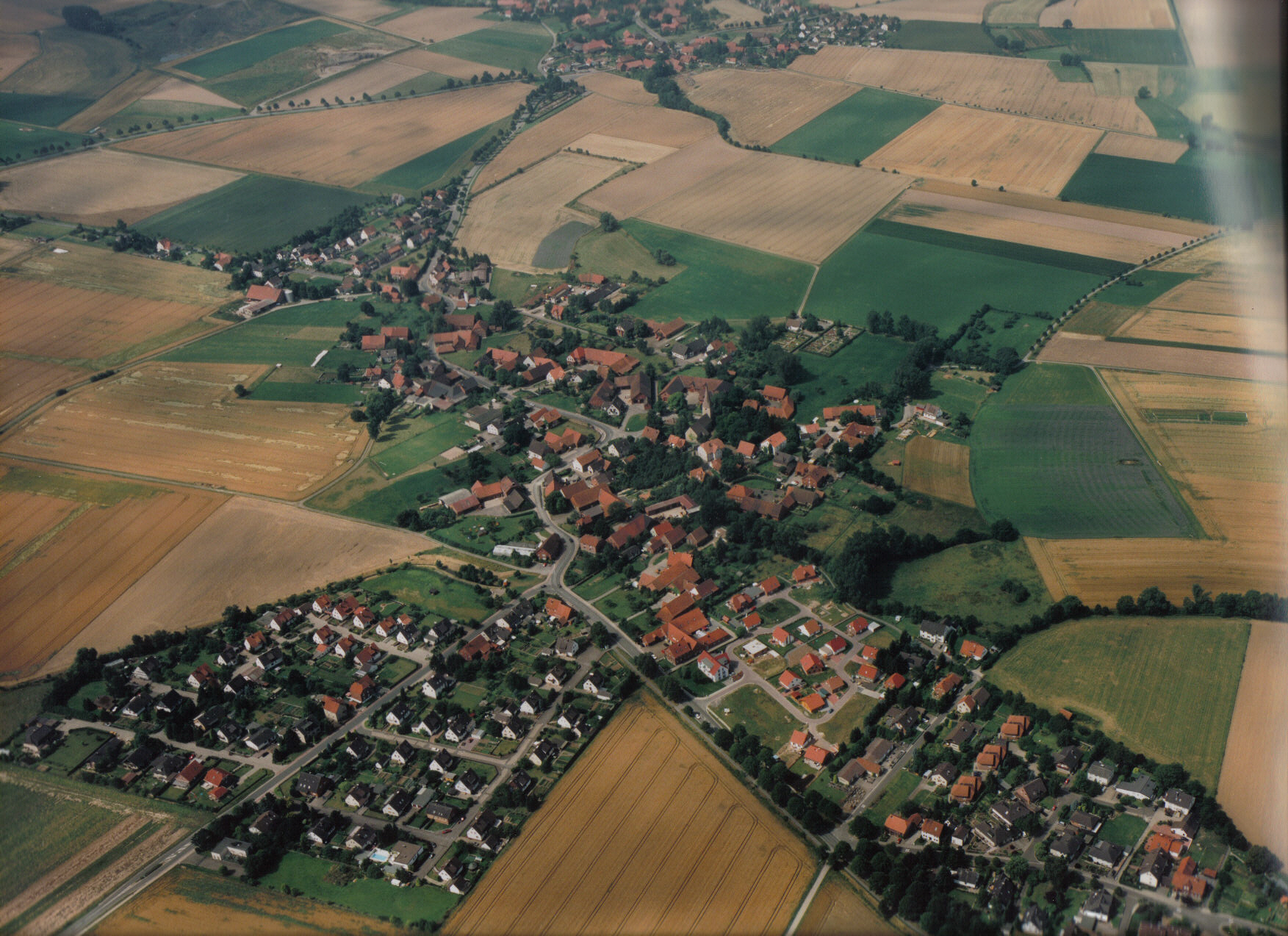
Fuhlen aus der Luft

Fuhlen ist ein an der Weser gelegener Ortsteil von Hessisch Oldendorf im Landkreis Hameln-Pyrmont in Niedersachsen.

## Geschichte

### Entstehung von Fuhlen
Fuhlen wurde im Jahre 1146 erstmals urkundlich erwähnt. Steinzeitliche Siedlungsreste in der Fuhler Gemarkung lassen auf eine lange Geschichte schließen. Die Fuhler Kernhöfe entstanden in der Zeit der sächsischen Blüte vor 800 n. Chr. Der historische Kern des alten Dorfes unmittelbar am Rande der alten Flussaue lag wahrscheinlich auf einem zentral gelegenen Platz, auf dem Kirche und Pfarre angelegt wurden, um den sich dann die Höfe gruppierten. Die Johannes-der-Täufer-Kirche entstand wahrscheinlich in der 2. Hälfte des 12. Jahrhunderts im romanischen Baustil. Fuhlen wurde am 24. August 1559 reformiert.

### Fuhlen im Wandel der Zeit
Im Jahr 1550 lebten in Fuhlen 34 Familien mit rund 240 Einwohnern. Mit dem benachbarten Hessisch Oldendorf bestand ein reger Warenaustausch. Im Verlauf des Dreißigjährigen Krieges verarmte Fuhlen aufgrund verschiedener Einquartierungen. 1795 ergab die erste Volkszählung in Fuhlen 414 Einwohner. Bis zum Beginn des Zweiten Weltkriegs schwankte die Einwohnerzahl Fuhlens zwischen 400 und 500. Durch die Zuwanderung Vertriebener stieg die Einwohnerzahl Fuhlens nach dem Zweiten Weltkrieg sprunghaft auf 900 an.
Fuhlen war ein hauptsächlich landwirtschaftlich geprägtes Dorf. Um 1950 gab es in Fuhlen 25 Betriebe. Der einzig größere war die Ziegelei, bei den anderen handelte es sich hauptsächlich um eng mit der Landwirtschaft verknüpfte Betriebe (z. B. Schmied, Stellmacher, Müller). Fuhlen entwickelte sich neben seinem Bestand an bäuerlicher Bevölkerung zu einer Arbeiter- und Wohngemeinde.

#### Die Fuhler Weserbrücke
Mit Hessisch Oldendorf war Fuhlen durch zwei bereits 1407 erwähnte Brücken verbunden. Um 1643 wurden die mittelalterlichen Brücken durch eine Überschwemmung zerstört und durch eine Fähre ersetzt. Weil die Fähre dem Verkehrsaufkommen nicht mehr genügte, wurde sie 1898 durch die zuvor in Hameln abgebrochene Kettenhängebrücke ersetzt. Im April 1945 wurde die Brücke von deutschen Pionieren gesprengt, 1953 wurde die noch heute bestehende Weserbrücke eingeweiht, welche derzeit rückgebaut wird. Seit Sommer 2018 verfügt der Ort über eine moderne, dem Verkehrsaufkommen entsprechende Brücke.

### Von der Gemeinde zum Ortsteil
Am 1. Januar 1973 wurde Fuhlen in die Gemeinde Hemeringen eingegliedert. Bereits am 29. Januar 1973 wurde Hemeringen in die Stadt Hessisch Oldendorf eingegliedert.

### Fuhlen heute
Fuhlen hat heute rund 800 Einwohner. Die Landwirtschaft spielt in Fuhlen als Lebensgrundlage kaum noch eine Rolle. Es gibt verschiedene kleine ortsansässige Unternehmen. Der Großteil arbeitet außerhalb. 1995 wurde die Siedlung „Dornenpark“ gebaut, um das Dorfbild zwischen Brüggenanger und Kerndorf zu schließen. Nach dem Bau der Umgehungsstraße wird die Ortsdurchfahrt Fuhlen zurückgebaut und erneuert. Im Zuge der Dorferneuerung wurde 2007 der „Dieter-Grabbe-Platz“ mit einem Dorfbrunnen errichtet. Jährlicher Höhepunkt ist die seit der Reformation abgehaltene Kirmes, die stets im August stattfindet.

## Ortsansässige Vereine
- Arbeitskreis Dorferneuerung
- Dorfgemeinschaft Fuhlen
- Freiwillige Feuerwehr
- Kirmesverein Fuhlen
- Kriegerkameradschaft
- Posaunenchor der ev. Kirchengemeinde
- Reit- und Fahrverein
- Flößer Sonnental
- TSV Fuhlen e. V.

## Persönlichkeiten
- Heinrich Peter (1801–1877), Bürgermeister und Mitglied der kurhessischen Ständeversammlung